# République arménienne de la montagne
1918–1919
1920–1921
Entités précédentes :
- Transcaucasie
- RD d'Arménie

Entités suivantes :
- RD d'Arménie
- RSS d'Arménie
- RSS d'Azerbaïdjan

La République arménienne de la montagne (en arménien : Հայերեն Հանրապետություն լեռնային Hayeren Hanrapetutyun leřnayin), aussi appelée République de l'Arménie montagneuse (en arménien : Լեռնահայաստանի Հանրապետութիւն Leřnahayastani Hanrapetutyun, « République montagneuse »), était une république autonome arménienne, non reconnue par la Société des Nations. Les dirigeants de la brève république ont tenté en vain de garder la région du Haut-Karabagh aux mains des Arméniens. Cette région finira par être annexée par la RSS d'Azerbaïdjan.
Le 25 décembre 1920, un congrès réuni au monastère de Tatev proclama la « République autonome du Syunik », que Garéguine Njdeh prit effectivement la tête, en acceptant l'ancien titre de sparapet (commandant en chef).
Le soulèvement de Février en Arménie détourna les forces bolcheviques, accordant un court répit au Zanguezour. Au printemps, après la défaite du soulèvement, les forces insurgées se replièrent vers le Zanguezour. À cette époque, Njdeh avait étendu son autorité à une partie du Haut-Karabakh, en s’unissant avec les insurgés locaux.
La République arménienne de la montagne bénéficiait du soutien des khans perses, qui, avec les dachnaks de Perse, aidaient Njdeh en vivres et en hommes